# پیز تورتاس
پیز تورتاس (به لاتین: Piz Turettas) یک کوه در سوئیس است که در کانتون گراوبوندن واقع شده‌است. پیز تورتاس ۲٬۹۶۳ متر بالاتر از سطح دریا واقع شده‌است.